# Temporal de Chile de 2015
El temporal de Chile de 2015 o ciclón Extra tropical de Chile de 2015 fue un temporal que afectó a varias ciudades y localidades de gran parte del país por un prolongado período, provocando inundaciones y aluviones en gran parte de la zona, además de las precipitaciones y fuertes vientos que afectaron también sobre todas las costas chilenas, provocando marejadas y causando graves daños. Hasta las 21:00 horas del 9 de agosto, el temporal había dejado un estimado de 6 fallecidos, y 1.022 damnificados.
Este temporal, con características de huracán, fue uno de los más potentes de los que se tenga registro en el país, cuyos vientos alcanzaron hasta los 200 km/h, además de fuertes marejadas que provocaron olas de hasta 8 metros; y también se registró la caída de nieve en el desierto de Atacama, el más árido del planeta.

## Sinopsis meteorológica
El temporal se originó a partir de un ciclón extratropical el cual experimentaría un proceso que en meteorología se conoce como ciclogénesis explosiva, proceso que consiste en un ciclón extratropical el cual sufre una rápida caída de la presión y por consiguiente intensificación, resultando así en un ciclón bomba.
Según datos del ECMWF Reanalysis v5 (ERA5) proporcionados por el ECMWF, el ciclón extratropical surgió en las primeras horas del 6 de agosto, para luego, experimentar una ciclogénesis explosiva en la cual su presión superficial central disminuyó 23 hPa en 24 horas, específicamente, pasó de tener 1003 hPa a las 6 p.m. del 6 de agosto, a 980 hPa a las 6 p.m. del 7 de agosto. A 30° de latitud (que es la latitud en que se desarrolló el fenómeno) dicha caída de presión satisface completamente la definición dada por Sanders y Gyakum (1980) para ciclones bomba.
La ciclogénesis de los ciclones bomba (ciclogénesis explosiva), es completamente diferente a la ciclogénesis tropical (ciclogénesis de huracanes), pero aún así los ciclones bomba pueden llegar a tener vientos máximos sostenidos equivalentes al de las primeras categorías en la escala Saffir-Simpson para huracanes.

## Antecedentes
El día 1 de agosto se comenzó a informar del paso de este Sistema Frontal por gran parte del país, fecha en la cual los distintos organismos estatales comenzaron a prepararse frente a una de las lluvias y vientos mas fuertes de los últimos años. Respecto a la información entregada por la Dirección Meteorológica de Chile, el intendente de la Región Metropolitana de Santiago, Claudio Orrego Larraín, en una entrevista para CNN Chile, el día 4 de agosto, anunció que la ciudad de Santiago no estaba preparada para este tipo de lluvias, y sugirió "Sin duda alguna vamos a tener calles inundadas". Ese mismo día la Oficina Nacional de Emergencias lanzó un operativo especial frente a este evento meteorológico para todas la zona afectada entre las regiones de Atacama y Biobío, a las cuales se les agregaron las regiones de Arica y Parinacota, Tarapacá, Antofagasta, La Araucanía y Los Ríos, abarcando así 12 de las 15 regiones del país.
El mismo día 4 de agosto, el Servicio Nacional de Geología y Minería advirtió de posibles impactos geológicos, como, la generación de aluviones, y el riesgo de remociones en masa a través de 2000 kilómetros en 10 de las regiones del país.
Por otro lado, el Ministerio de Desarrollo Social fortaleció su "Plan de Invierno" para las personas que viven en situación de calle, operando y creando rutas de trabajo por todo el país, y habilitando un mayor número de albergues en distintas ciudades, así como también realizó un llamado público a informar acerca de personas en esta situación para que sean asistidas; además, promovió el incentivo de ayuda en entrega de alimentos y frazadas para colaborar con el programa.

## Clima
Para el 3 de agosto, se pronosticaban lluvias para las ciudades de Puerto Montt, Castro, Chaitén, y alrededores.
Para el 4 de agosto, se pronosticaban lluvias durante gran parte del día para las ciudades de Valdivia, Osorno, Puerto Montt, Castro, Chaitén, Coihaique, y alrededores.
Para el 5 de agosto, se pronosticaban lluvias durante todo el día para las ciudades de Linares, Chillán, Concepción, Los Ángeles, Temuco, Valdivia, Osorno, Puerto Montt, Castro, Chaitén, Coihaique, y alrededores; mientras que durante la tarde se les sumarían las ciudades de Los Andes, Valparaíso, San Antonio, Santiago de Chile, Melipilla, Rancagua, San Fernando, Curicó, Talca, y alrededores.
Para el 6 de agosto, se pronosticaban fuertes lluvias y ráfagas de vientos de hasta 60 km/h para las ciudades de la Conurbación La Serena-Coquimbo, Ovalle, Los Andes, Valparaíso, San Antonio, Santiago de Chile, Melipilla, Rancagua, San Fernando, Curicó, Talca, Linares, Chillán, Concepción, Los Ángeles, Temuco, Valdivia, Osorno, Puerto Montt, Castro, Chaitén, Coihaique, y alrededores.
Para el 7 de agosto, se pronosticaban fuertes lluvias y ráfagas de viento de 90 km/h para las ciudades de Vallenar, La Serena, Ovalle, Los Andes, Valparaíso, San Antonio, Santiago de Chile, Melipilla, Rancagua, San Fernando, Curicó, Talca, Linares, Chillán, Concepción, Los Ángeles, Temuco, Valdivia, Osorno, y alrededores.
Para el 9 de agosto, se pronosticaban fuertes lluvias para las ciudades de Iquique, Calama, Antofagasta, Copiapó, Vallenar, La Serena, Ovalle, Los Andes, Valparaíso, San Antonio, Santiago de Chile, Melipilla, Rancagua, San Fernando, Curicó, Talca, Linares, Chillán, Concepción, Los Ángeles, Temuco, Valdivia, Osorno, Puerto Montt, y alrededores.
Para el 10 de agosto, se pronosticaban chubascos débiles, y hacia el sur lluvias para las ciudades de Los Andes, Valparaíso, San Antonio, Santiago de Chile, Melipilla, Rancagua, San Fernando, Curicó, Talca, Linares, Chillán, Concepción, Los Ángeles, Temuco, Valdivia, Osorno, Puerto Montt, Castro, Chaitén, y alrededores.
Para el 11 de agosto, se pronosticaban chubascos para las ciudades de Vallenar, La Serena, Ovalle, Los Andes, Osorno, Puerto Montt, Castro y Chaitén, y alrededores.
Para el 12 de agosto, se pronosticaban lluvias para las ciudades de Vallenar, La Serena, Ovalle, Los Andes, Valparaíso, Santiago de Chile, Melipilla, Rancagua, San Fernando, Curicó, Talca, y alrededores.
Para el 13 de agosto, se pronosticaban lluvias para las ciudades de Los Andes, Rancagua, San Fernando, Curicó, y alrededores.
Para el 14 de agosto, se pronosticaban lluvias para las ciudades de Valdivia, Osorno, Puerto Montt, Castro, Chaitén, Coihaique, y alrededores.

## Zonas afectadas

### Región de Tarapacá
En la Región de Tarapacá, la Oficina Nacional de Emergencias decretó "alerta temprana preventiva" el día 5 de agosto para toda la región. El día 9 de agosto se declaró "alerta amarilla" para la provincia de Iquique.
En Iquique, el 9 de agosto, las lluvias provocaron deslizamiento de tierras que cortaron la ruta que une Iquique con Tocopilla, además de cuantiosos daños en el Aeropuerto Diego Aracena.
En Alto Hospicio, las intensas precipitaciones dejaron al menos, 35 mil afectados.

### Región de Antofagasta

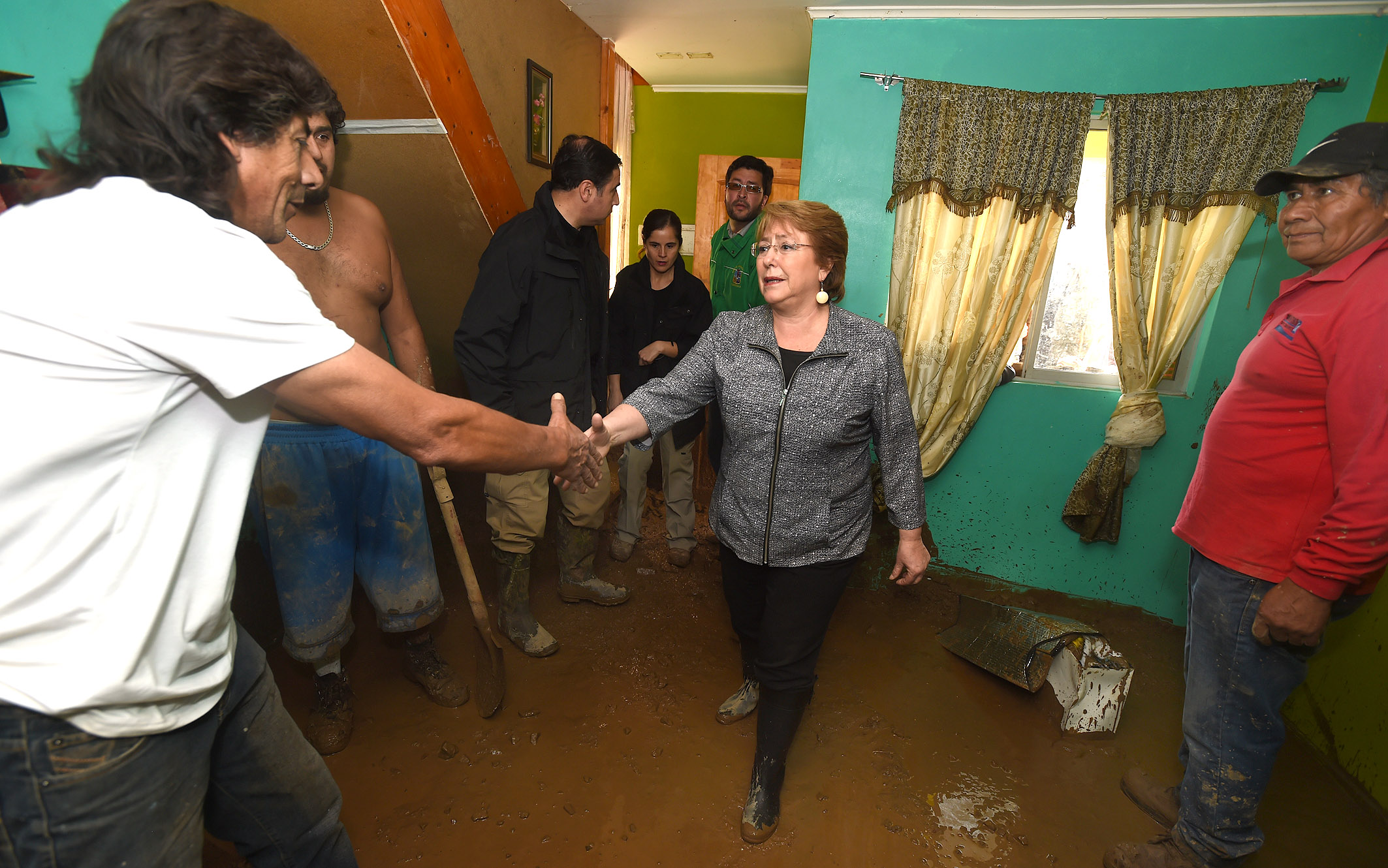
La presidenta Michelle Bachelet visita a damnificados en Tocopilla.

En la Región de Antofagasta, la Oficina Nacional de Emergencias decretó "Alerta Amarilla" el día 5 de agosto para toda la región.
En Antofagasta, el 9 de agosto, las lluvias provocaron deslizamientos de tierra que afectaron principalmente los sectores altos de la ciudad, tras lo cual se procedió a suspender las clases a partir del 10 de agosto; el mismo día, las fuertes marejadas arrastraron un vehículo desde las calles hacia el mar, los 3 ocupantes resultaron con lesiones leves; además, las marejadas se introdujeron hacia el interior de la ciudad, provocando el corte del tránsito y afectando un número indeterminado de edificios en el lugar.
En Mejillones y en Taltal, el 10 de agosto, se suspenden las clases debido a los daños provocados por los deslizamientos de tierra.
En Tocopilla, el 9 de agosto debido varios aluviones que afectaron a la ciudad, el Hospital Marcos Macuada sufrió graves daños y debió cerrar sus instalaciones, por otro lado se registraron 3 personas fallecidas, 1 desaparecida y decenas de damnificados, debido a los aluviones, la ciudad quedó completamente incomunicada, tanto por su acceso norte como por su acceso sur en la Ruta 1, en donde varios vehículos con cientos de personas quedaron atrapados, siendo rescatados vía aérea por el Ejército y Carabineros, al día 11 de agosto varios vehículos, buses y camiones, seguían abandonados en la ruta, además, debido a la falta de electricidad, agua potable y telefonía celular e internet, las autoridades debieron enfrentar solas la crisis, decidiendo evacuar a zonas altas a gran parte de la población de la ciudad. Uno de los lugares más afectados fue el sector "5 de Octubre", donde el barro alcanzó los 1.4 metros de altura, dejando un número aún indeterminado de damnificados. Para el 10 de agosto se procedió a suspender de forma indefinida las clases en la ciudad.
En María Elena, el 9 de agosto, varios deslizamientos de tierra provocaron daños en diferentes puntos de la comuna, dejando un número indeterminado de personas damnificadas, y provocando la suspensión de clases a partir del 10 de agosto.

### Región de Atacama
En la Región de Atacama, la Oficina Nacional de Emergencias decreta "Alerta Amarilla" el día 5 de agosto para toda la región.
En Vallenar y en Alto del Carmen, el 10 de agosto, se suspendieron las clases debido a los daños provocados por los deslizamientos de tierra.
El Paso Internacional San Francisco se encuentra cerrado desde el 7 de agosto.

### Región de Coquimbo
En la Región de Coquimbo, la Oficina Nacional de Emergencias decretó "Alerta Amarilla" el día 5 de agosto para toda la región.
En la Conurbación La Serena-Coquimbo, el 7 de agosto se registró el fallecimiento de un hombre de 38 años quien falleció al caer del techo de su casa mientras intentaba repararlo, convirtiéndose en la segunda víctima oficial, en las playas de la ciudad de La Serena se vio seriamente afectada por la remoción de arena, provocando grandes socavones, las playas se vieron reconstruidas con el tsunami que afectó a la zona el 16 de septiembre del 2015.
En Tongoy, el 8 de agosto, alrededor del 50% de los botes de los pescadores artesanales resultaron con pérdida total, el resto sufrió daños de distinto nivel.
En Illapel, el 5 de agosto, se registró un corte de electricidad que afectó a unas 5.400 personas aproximadamente.
En Los Vilos, el 5 de agosto, se registró un corte de electricidad que afectó a cerca de 2.000 personas.
En Salamanca, el 5 de agosto, se registró un corte de electricidad que afectó cerca de 13.500 personas.
El Paso Internacional Agua Negra se encuentra cerrado desde el 7 de agosto.

### Región de Valparaíso
En la Región de Valparaíso, la Oficina Nacional de Emergencias decretó "Alerta Amarilla" el día 5 de agosto para toda la región; pasando a "Alerta Roja" durante la tarde de la misma jornada.
En el Gran Valparaíso, durante todo el sistema frontal, las calles y varios sectores de la ciudad fueron anegados por las intensas precipitaciones, además se registró la voladura de techumbres, la caída de árboles y estructuras menores que causaron caos en la conectividad y el transporte interno y externo de la ciudad. El 6 de agosto, se registraron cortes de electricidad en la comuna de Valparaíso; también se registró un deslizamiento de tierra que afectó a 2 viviendas en el cerro "Ramaditas" y que obligó a cortar la calle del sector. El día 7 de agosto se registró la muerte de un hombre de 64 años en la comuna de Concón, quién trataba de proteger su embarcación siendo arrastrado por las intensas marejadas, convirtiéndose en la primera víctima oficial; por su parte, el 8 de agosto, en la comuna de Valparaíso se registró la muerte de un hombre 45 años quien falleció electrocutado al interior de su casa luego de que esta se inundara, convirtiéndose en la tercera víctima oficial. Además, ese mismo día, el Metro de Valparaíso debió cerrar sus puertas hasta el 17 de agosto para reparar los daños ocasionados por el frente de mal tiempo. También se registraron cortes de electricidad en la comuna de Villa Alemana.
Las comunas de Casablanca, Quintero, Hijuelas, La Calera, Limache, Olmué, el Gran San Antonio y El Quisco, se registraron cortes de electricidad el 6 de agosto.
En Los Andes, el 5 de agosto, los trabajadores del Complejo Fronterizo Cristo Redentor fueron evacuados por posibles avalanchas que se podrían producir en la zona.
En Petorca, el 5 de agosto, se registró un corte de electricidad que afectó cerca de 750 personas.
En Quillota, el 5 de agosto, se suspendió el tránsito en la ruta 62 debido a la caída de árboles sobre la vía.
En San Felipe, el 5 de agosto, se registró un corte de electricidad que afectó a cerca de 800 personas.
El Paso Internacional Cristo Redentor se encuentra cerrado desde el 5 de agosto.

### Región Metropolitana de Santiago
En la Región Metropolitana de Santiago, la Oficina Nacional de Emergencias decretó "Alerta Amarilla" el día 5 de agosto para toda la región.
En la ciudad de Santiago de Chile, el 4 de agosto, por la noche, el fuerte viento provocó el corte de electricidad en las comunas de La Florida, Lo Barnechea y Maipú, situación que se normalizó a eso de entre las 06:30 y 09:30 de la mañana del día siguiente. El día 5 de agosto a eso de las 11:45 de la mañana las comunas de Colina, Macul, La Florida, Peñaflor, Providencia, Pudahuel, Quilicura, Renca, San Joaquín y Santiago alrededor de 70 mil personas se vieron afectadas por un corte de electricidad debido a la caída de árboles producto de los fuertes vientos. Ese mismo día la Unidad Operativa de Control de Tránsito informaba de caída de árboles sobre varias arterias de la ciudad, entre ellas, las avenidas Irarrázaval, Providencia y Vicuña Mackenna. A eso de las 16:00 horas, 2 buses del Transantiago se vieron envueltos en un accidente debido a los resbaloso del pavimento, sumado al agua lluvia que había sobre las calles, dejando a 15 personas lesionadas; en tanto que varias sectores de la ciudad comenzaban a sufrir cortes de electricidad debido a los choques de vehículos contra los postes de electricidad, la caída de árboles por el fuerte viento, e incluso la caída de los mismos tendidos por esta causa.
Para el 6 de agosto, las fuertes lluvias obligaron a que el Metro de Santiago redujera la velocidad de los trenes en las vías que se encontraban a nivel calle o en viaductos, afectando principalmente a las líneas 2, 4 y 5, provocando caos y pánico en la locomoción colectiva de la capital durante gran parte del día y durante el reto del temporal. Además, se registraron cortes de electricidad en Cerrillos, Cerro Navia, Colina, Conchalí, Estación Central, Huechuraba, Independencia, La Cisterna, La Florida, La Granja, La Reina, Las Condes (en donde un generador explotó en una de las arterias principales del sector), Lo Barnechea, Lo Espejo, Lo Prado, Macul, Maipú, Ñuñoa, Pedro Aguirre Cerda, Peñalolén, Providencia, Pudahuel, Quilicura, Quinta Normal, Recoleta, Renca, San Joaquín, San Miguel, San Ramón, Santiago y Vitacura. La Autopista Costanera Norte, que corre bajo el río Mapocho, se vio anegada en algunas de sus pistas, sin embargo no sufrió mayores complicaciones.
El día 7 de agosto se registraron inundaciones en varias estaciones del Metro de Santiago, pese a lo cual el ferrocarril metropolitano continúo con sus operaciones, que se vieron detenidas varias veces durante el día. La Avenida Kennedy, importante arteria de la ciudad, debió ser cerrada debido a las inundaciones que se presentaban sobre las vías, varios automóviles quedaron atrapados. El río Mapocho incrementó su caudal en escasos minutos, por lo cual un grupo de 3 perros quedó atrapado a una de las orillas del caudal, siendo rescatados rápidamente por transeúntes que se encontraban en el sector. La comuna de Conchalí fue fuertemente afectada por inundaciones que ingresaron a varias viviendas de la comuna.
El 8 de agosto, el Hospital Clínico de La Florida, sufrió graves daños en sus instalaciones producto principalmente de anegamientos y el fuerte viento.
En Lampa, los días 5 y 6 de agosto, cerca de 6 mil personas se vieron afectadas por un corte de electricidad.
En Tiltil, el 6 de agosto se registraron cortes de electricidad.
En San José de Maipo, el 6 de agosto, se registraron cortes de electricidad. El 7 de agosto, un deslizamiento de tierra en la Ruta que une San José de Maipo con Santiago, arrastró y dañó gravemente un vehículo particular, dejando con heridas graves a sus 2 ocupantes.
En los centros de esquí, Valle Nevado y Farellones, al oriente de la ciudad de Santiago de Chile, el 6 de agosto, la gran cantidad de nieve caída, obligó al personal de Carabineros a rescatar a alrededor de 100 personas que se encontraban en el lugar, y se procedió a cerrar la ruta de acceso hasta que las condiciones lo ameriten. Finalmente la ruta fue reabierta el 10 de agosto pasado el mediodía.

### Región de O'Higgins
En la Región del Libertador General Bernardo O'Higgins, la Oficina Nacional de Emergencias decretó "Alerta Amarilla" el día 5 de agosto para toda la región.
En el Gran Rancagua, el 6 de agosto el sector "San Ramón" de la comuna de Rancagua se vio afectado por una inundación que afectó un número indeterminado de viviendas, además de un jardín infantil; también se debió cerrar el paso inferior "Alameda" de la ciudad debido a la completa inundación de éste. El 7 de agosto, una inundación de 3 viviendas en la comuna de Graneros dejó a 13 personas damnificadas. El 9 de agosto, la Municipalidad de Rancagua decidió cancelar la celebración del "Día del Niño" producto de las intensas lluvias, vientos, anegamientos e inundaciones que se registraron en esa comuna, según lo informó en su cuenta de Twitter. El 10 de agosto se suspendieron las clases de la "Escuela Sixto Mendez" por la caída de un árbol sobre uno de los pasillos del recinto, y de la "Escuela Hernán Olguín" por la voladura de su techumbre, por su parte el "Colegio Antonio Terán" debió suspender sus clases debido a que en su interior se encuentran albergadas 3 familias compuestas por 13 personas, todos en la comuna de Graneros.
En Coinco, el 6 de agosto, se registraron cortes de electricidad.
En Coltauco, el 6 de agosto, se registraron cortes de electricidad. El 5 de agosto, una familia de 4 integrantes quedó damnificada tras la inundación de su vivienda, siendo trasladados al "Liceo C-40", el cual debió suspender sus clases a partir del 6 de agosto.
En Malloa, el 5 de agosto, se registraron cortes de electricidad.
En Las Cabras, el 6 de agosto, se registraron cortes de electricidad.
En Peumo, el 6 de agosto, gran parte de la población sufrió anegamientos e inundaciones en sus viviendas.
En Quinta de Tilcoco, el 5 de agosto, se registró una persona damnificada producto del desborde de un estero que afectó parte de un sector rural de la comuna.
En Rengo, el 6 de agosto, se registraron cortes de electricidad. El 10 de agosto se suspendieron las clases en la "Escuela Gustavo Bisquertt Susarte" de la ciudad producto de la inundación de sus salas.
En Pichilemu, el 6 de agosto, se registraron cortes de electricidad. El 10 de agosto, se suspenden las clases en la "Escuela Divino Maestro" de la ciudad por daños en su infraestructura.
En Litueche, el 6 de agosto, se registraron cortes de electricidad. El 10 de agosto se suspendieron las clases en la "Escuela Raúl Silva Henríquez" debido a la inundación de sus instalaciones, y debido a los daños sufridos por el camino "Topocalma", también se suspendieron las clases en las escuelas rurales de los sectores de "Puertecillo", "Polcura", y "Manzano".
En Navidad, el 6 de agosto, se registraron cortes de electricidad.
En Paredones, el 9 de agosto, un anciano de 64 años murió en el sector de Briones debido a la caída de un eucalipto sobre su vivienda falleciendo al instante, su cuerpo fue encontrado por una vecina.
En  San Fernando, el día 5 de agosto, unas 12 mil personas se vieron afectadas por un corte de electricidad. El día 6 de agosto se procedió a suspender las clases durante el resto de la semana. Los días 7 y 8 de agosto, las villas "El Rodeo", "Los regidores", "Origen" y "Parque Lauca" quedaron completamente inundadas, además de sufrir la voladura de sus techumbres producto de los fuertes vientos, dejando un número aún indeterminado de personas damnificadas, la situación fue tan crítica, que el personal y los soldados conscriptos del "Regimiento N° 19 Colchagua" del Ejército de Chile de la ciudad debieron salir a prestar auxilio a los vecinos. En el sector de "Pueblo Hundido" cerca de 18 familias se vieron afectadas por el desborde del estero Antivero, quedando además completamente incomunicadas.
En Placilla, el 6 de agosto, el centro de la localidad sufrió inundaciones que afectaron viviendas particulares y locales comerciales, la "Plaza de Armas de Placilla" quedó sumergida bajo 30 centímetros de agua, mientras que los vehículos debieron ser abandonados en plena calle.
En Santa Cruz, el 6 de agosto, debido a las inundaciones registradas por toda la comuna, se decide suspender las clases por el resto de la semana.

### Región del Maule
En la Región del Maule, la Oficina Nacional de Emergencias decretó "Alerta Temprana Preventiva" el día 4 de agosto para toda la región.
En Constitución, los días 5 y 6 de agosto, un corte de electricidad afectó a cerca de 6.640 personas.
En Cauquenes, el 6 de agosto, gran parte de la comuna fue afectada por un corte de electricidad.
En Chanco y en Pelluhue, el 5 de agosto, se registraron cortes de electricidad.
En Longaví y en Retiro, el 5 de agosto, un corte de electricidad afectó gran parte de la población.
En Parral, el 8 de agosto, un corte de electricidad afectó a gran parte de la población.
El Paso Internacional Pehuenche se encuentra cerrado desde el 4 de agosto.

### Región de Ñuble
En Chillán, el 6 de agosto se registraron cortes de electricidad en distintos puntos de la ciudad, afectando también los semáforos, provocando caos vial y al menos 3 accidentes registrados por esta situación, con un total de 8 heridos. Los días 7 y 8 de agosto, la ciudad sufrió grandes anegamientos, e inundaciones en el sector norte de la ciudad, que afectó a varias viviendas del lugar. Se procedió a suspender las clases en algunos establecimientos educacionales afectados por las lluvias y los vientos. El 9 de agosto, la caída de un árbol sobre la sede de la Universidad Pedro de Valdivia, al norte de la ciudad, provocó la suspensión de clases los días 10 y 11 de agosto, según informó en su cuenta oficial de Twitter.
En Cachapoal, el 5 de agosto, se registró un corte de electricidad que afectó al sector oriente y norte de la localidad. El 6 de agosto se registraron inundaciones en los sectores "Centro", "Cachapoal Oriente", y "Villa Los Andes" de la localidad, el agua ingresó a viviendas y aisló una Sala Cuna. Los días 8 y 9 de agosto se registró un corte de electricidad que afectó a gran parte de la población.
En Coihueco, el 7 de agosto durante la madrugada, la zona norte de la comuna fue gravemente afectada por fuertes ráfagas de vientos, que destruyeron viviendas, provocaron la caída de árboles y dejaron con graves daños una escuela del sector de "Tres Esquinas de Cato", no se registraron heridos, y el corte de electricidad afectó hasta el 9 de agosto.
En San Carlos, el 5 de agosto a eso de la 1:00 de la madrugada, un fuerte viento provoca la caída de árboles en varios puntos de la ciudad y cortes de electricidad en varios sectores; el hecho provocó gran conmoción en la población, la que incluso en un momento pensó fue un "tornado", rumor que se esparció rápidamente por las redes sociales. El 6 de agosto se registraron graves anegamientos en el centro de la ciudad y en la "Población 11 de Septiembre".

### Región del Biobío
En la Región del Biobío, la Oficina Nacional de Emergencias decretó "Alerta Temprana Preventiva" el día 4 de agosto para toda la región.
En la ciudad del Gran Concepción, el 5 de agosto, en la comuna de Lota se registró un corte de electricidad que afectó a unas 50.200 personas. En Coronel, el 6 de agosto, la comuna quedó completamente sin electricidad; en diferentes puntos de la ciudad varias edificaciones perdieron sus techos producto de los fuertes vientos, además los equipos de rescate se movilizaron por diferentes puntos del área metropolitana debido a los anegamientos e inundaciones por toda la ciudad.
En Caleta Tumbes, el 8 de agosto, 5 viviendas se vieron inundadas.
En las ciudades de Arauco, Cañete, Curanilahue, Los Álamos, Los Ángeles, Mulchén, Quilaco, Quilleco, Yumbel, El Carmen,  Pemuco, Pinto, San Ignacio, Yungay y Bulnes, el 6 de agosto, se registraron cortes de electricidad.
En Punta Lavapié, el 5 de agosto, un aluvión destruyó 5 viviendas y otra cantidad, aún indeterminada, con daños de distinta consideración. El aluvión dejó a 7 familias damnificadas compuestas por 31 personas, y fue la causa del corte de electricidad y agua potable en la localidad. También se informó del cierre de la Ruta P-22 que une Punta Lavapié con el sector de "Llico" por la cantidad de barro y piedras sobre la vía. Inmediatamente después del hecho se enviaron maquinarias para recuperar la conexión y prestar auxilio en la zona.

### Región de La Araucanía
En la Región de la Araucanía, la Oficina Nacional de Emergencias decretó "Alerta Temprana Preventiva" el día 4 de agosto para toda la región.
En Lonquimay, en Melipeuco y en Villarrica, el 5 de agosto, se registró un corte de electricidad que afectó gran parte de las respectivas comunas.
En Cunco, los días 5 y 6 de agosto, se registró un corte de electricidad que afectó a cerca de 21.200 personas. El día 6 también una familia de 4 integrantes quedó damnificada tras la voladura de la techumbre de su vivienda por los fuertes vientos.

### Región de Los Ríos
En la Región de Los Ríos, la Oficina Nacional de Emergencias decretó "Alerta Temprana Preventiva" el día 4 de agosto para las comunas de Corral, La Unión, Mariquina y Valdivia.
En Valdivia, el día 6 de agosto, se registraron cortes de electricidad, además una familia de tres integrantes resultó damnificada por la voladura de la techumbre de su vivienda en el sector de Collico.

## Servicios básicos

### Electricidad
Para el día 6 de agosto a eso del mediodía, la ONEMI informaba de alrededor de 73 mil clientes sin suministro eléctrico, es decir, alrededor de 330 mil personas, en las regiones de Coquimbo, Valparaíso, Metropolitana de Santiago, O'Higgins, Maule, Biobío, La Araucanía y Los Ríos.
Para el 10 de agosto a eso de las 18:00 horas, la ONEMI informaba de alrededor de 38 mil viviendas sin electricidad, es decir, alrededor de 171 mil personas en las regiones de Tarapacá, Antofagasta, Coquimbo, Valparaíso, Metropolitana de Santiago, O'Higgins, Maule, Biobío, y La Araucanía.

### Agua potable
El 5 de agosto la localidad de Punta Lavapié en la Región del Biobío, se vio afectada por un aluvión que provocó el corte de electricidad, fuente que origina el funcionamiento del Sistema de Agua Potable Local y que sigue afectado en la actualidad (11 de agosto).
El 8 de agosto se produjo un corte del suministro de agua potable en Illapel por parte de la empresa Aguas del Valle debido a la alta turbiedad presente.